# أمين عمامو
أمين عمامو (20 أبريل 1987 في المغرب - ) هو لاعب كرة قدم مغربي في مركز الهجوم. لعب مع نادي الكوكب المراكشي.